# 존 드샌티스
존 드샌티스(John DeSantis, 2000년 1월 1일 ~ )는 캐나다의 배우, 영화배우, 텔레비전 배우이다.
나나이모에서 태어났다.

## 방송
- 폴링 스카이 시즌4
- 블레이드

## 영화
- 7번째 아들 (2015년) - 터스크 역
- 뮤턴트 월드 (2014년)
- 스탠 헬싱 (2009년)
- 더 홀 (2009년)
- 플래쉬 고든 (2007년)
- 리틀 맨 (2006년)
- 바비와 마법의 페가수스 (2005년)
- 블러드석커스 (2005년)
- 마스터즈 오브 호러 에피소드 1 - 마운틴 로드 (2005년)
- 게드 전기: 어스시 마법사 (2004년)
- 마스터 앤드 커맨더: 위대한 정복자 (2003년)
- 스노우 퀸 (2002년)
- 엑스 대 세버 (2002년)
- 유니콘의 항해 (2001년)
- 13 고스트 (2001년)
- 안드로메다 (2000년)
- 13번째 전사 (1999년)
- 아담스 패밀리 - TV 시리즈 (1998년) - 루치 역